# جوسي سموليت
جوسي سموليت (بالإنجليزية: Jussie Smollett)‏ هو مغني ومصور وممثل أمريكي، ولد في 21 يونيو 1983 في البرازيل. من الجوائز التي نالها جائزة الرابطة الوطنية لتقدّم الملونين - جائزة الرئيس ‏ سنة 2016.

## أعمال

### أفلام
- (2017)  كوفينانت[11][12]
- (2017) مارشال

### مسلسلات
- إمباير

## جوائز
- جائزة الرابطة الوطنية لتقدّم الملونين - جائزة الرئيس [الإنجليزية]‏ (2016)

## وصلات خارجية
- جوسي سموليت على موقع IMDb (الإنجليزية)
- جوسي سموليت على موقع ميوزك برينز (الإنجليزية)
- جوسي سموليت على موقع أول ميوزيك (الإنجليزية)
- جوسي سموليت على موقع ديسكوغز (الإنجليزية)
- جوسي سموليت على موقع قاعدة بيانات الفيلم (الإنجليزية)